# Socialistiskt Alternativ
Socialistiskt Alternativ (SAV), tidigare Tidskriftsföreningen Offensiv, Arbetarförbundet Offensiv och Rättvisepartiet Socialisterna, är ett svenskt politiskt parti. Partiet är marxistiskt och trotskistiskt. Partiet har ingen partiledare, utan har istället en kollektiv ledning i det Verkställande Utskottet (VU). Partiet är registrerat hos valmyndigheten för riksdagsval. Partiet är en svensk sektion av det Internationella socialistiska alternativet (ISA).
Partiet beskriver själva att de under 2000-talet varit en aktiv och ibland ledande kraft i olika proteströrelse mot högerpolitik – från Göteborgsaktionen 2001 (mot EU-toppmötet), Alliansens förändringar som rörde arbetslösa och sjuka, till kampanjerna Välfärd utan Vinst, En annan vård är möjlig och Välfärdsalliansen mot vinster i välfärden, nedskärningar mm. En återkommande del av partiets arbete är kampen mot rasism, men också att koppla detta till kamp mot nedskärningar och högerpolitik som partiet anser är rasismens grogrund. Sedan valet 2018 har bostadskampen varit en viktig del av partiets arbete med aktivt arbete i kampanjen Nej till Marknadshyra.

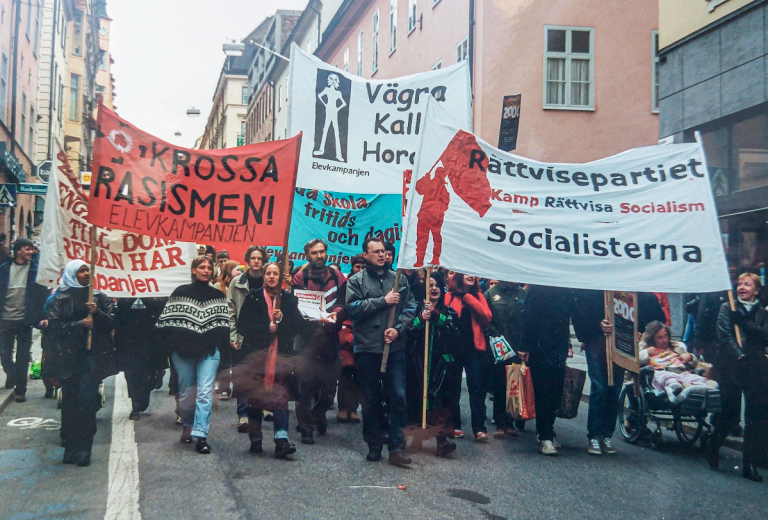
Rättvisepartiet Socialisterna demonstrerar i Stockholm under 1990-talet.

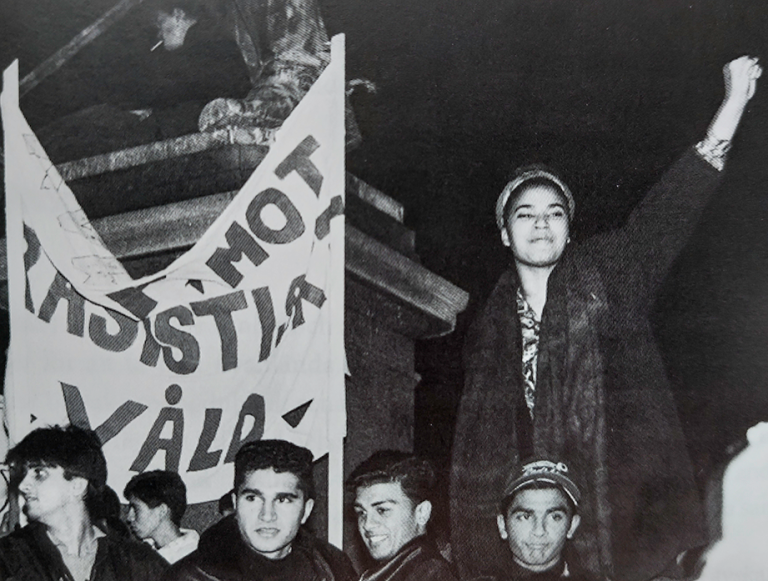
Anti-rasistiska demonstranter ockuperar Kungsträdgården i Stockholm, där Offensiv var en drivande faktor i kampen.

## Historik
Det var en grupp studenter vid Umeå universitet som kom att skapa gruppen runt tidningen Offensiv på början av 1970-talet. De var medlemmar i Sveriges Socialdemokratiska Ungdomsförbund (SSU). Vid SSU:s kongress 1972 träffade två medlemmar ur denna grupp, Anders Hjelm och Arne Johansson, representanter för Labourpartiets ungdomsförbund i Storbritannien, som vid den tiden kontrollerades av anhängare till den trotskistiska tidningen Militant, och började diskutera med dem. Som Arne Johansson själv uttrycker det:
”En slutsats av diskussionerna med de brittiska trotskisterna var att vi borde börja ge ut en tidning som en samlingspunkt för en marxistisk vänster inom arbetarrörelsen, något vi sedan gjorde inför valet 1973”
I början av 1980-talet inledde SSU uteslutningar av socialister med anknytning till tidningen Offensiv. Aktivister i Offensiv kallade uteslutningarna för häxjakter arrangerade av SSU:s högerledning. SSU:s ledning sa istället att Offensiv-tendensen hade ambition om att genomföra ett kommunistiskt maktövertagande inom SSU.

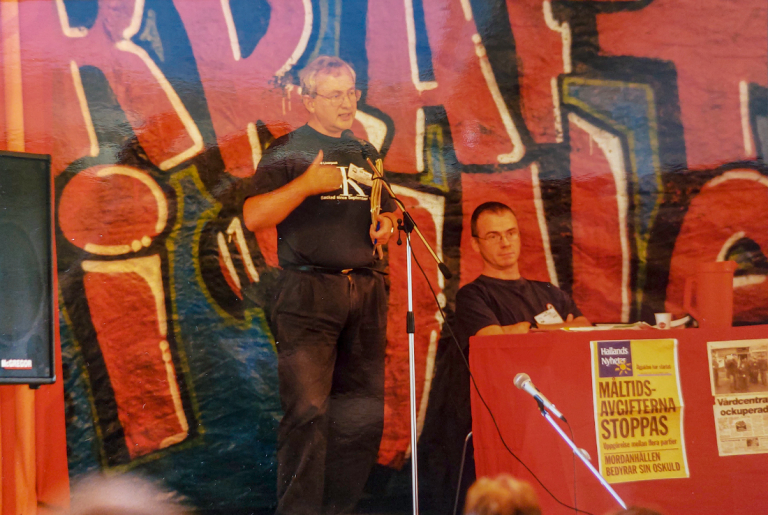
Medgrundaren Arne Johansson talar på partikongressen 1997, då partiet tar namnet Rättvisepartiet Socialisterna.

I början av 1990-talet började Offensiv överge entrismen som strategi på grund av högervändningen som skedde inom den Svenska socialdemokratin.
Organisationen tog därför gradvis avstånd från det socialdemokratiska partiet och ännu mer från SSU, vars medlemmar ofta såg dem som infiltratörer. Tidningen Offensiv riktade hård kritik mot Socialdemokraternas politik och hävdade att partiet inte längre företrädde arbetarklassens intressen. Istället började man propagera för att bygga upp ett nytt arbetarparti som skulle ta över denna roll.
1997 bytte Arbetarförbundet Offensiv namn till Rättvisepartiet Socialisterna och började publicera Offensiv varje vecka, vilket fortfarande görs idag. 2023 bytte partiet åter namn, till Socialistiskt Alternativ.

## Val och utbrytningar

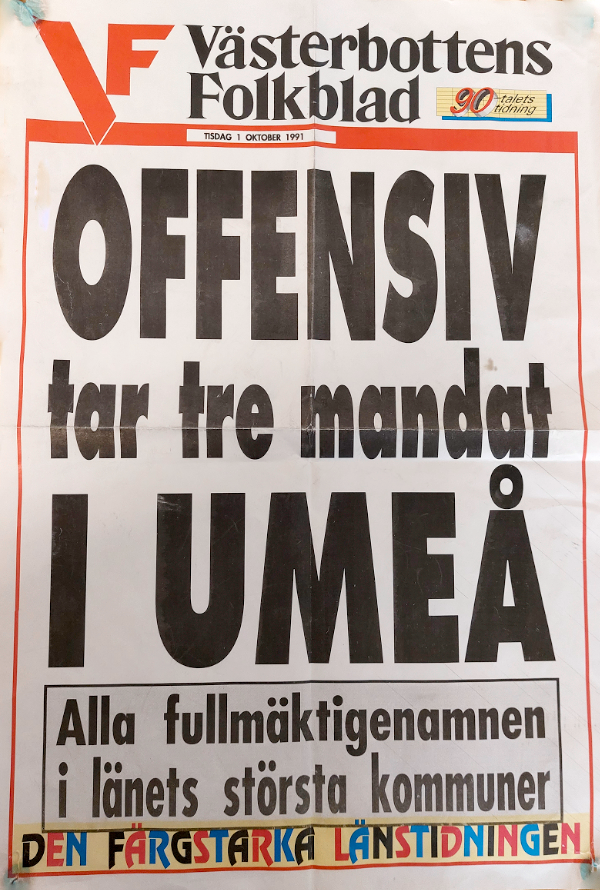
Offensiv vinner tre mandat i Umeå 1991.

RS vann sina första platser i kommunfullmäktige i Umeå 1991. År 2002 hade partiet tre kommunmandat i Umeå och vann även två mandat i Luleå. I valet 2006 fick RS representanter i kommunfullmäktige i Umeå (3 mandat), Luleå (3 mandat) och Haninge (2 mandat). År 1994 vann RS en plats i Västerbottens läns landsting men vid nästa val 1998 misslyckades partiet med att nå 3%-spärren som krävs för mandat.
Innan valet 2010 skedde en utbrytning då majoriteten inom partiet i Västerbotten bildade ett nytt parti, Rättvisepartiet Socialisterna – enhetslista för jobb, mot nedskärningar (RSE). RSE, till skillnad från moderpartiet, kampanjade inte för riksdagen men vann en plats i kommunfullmäktige i Umeå (som behölls av en sittande RS-kommunfullmäktigeledamot). Genom att fullborda och förenkla utbrytningen bytte RES namn till Arbetarpartiet 2011. I Haninge och Luleå behöll RS fem mandat utan vare sig vinster eller förluster i valet 2010.
I valet 2018 förlorade partiet sina två mandat i Haninge. Man behöll dock sina två mandat i Luleå, både i detta val och i valet 2022.

## Tidslinje
- 1973 Partiet grundas som Tidskriftsföreningen Offensiv.[18]

- 1991 Invalda i Umeå kommunfullmäktige med tre mandat (Socialdemokratiska mandat via en spränglista).

- 1993 Partiet byter namn till Arbetarförbundet Offensiv.[18]

- 1994 Invalda i Västerbottens läns landsting med ett mandat. Minskar till två mandat i Umeå kommunfullmäktige (Socialdemokratiska mandat via en spränglista).

- 1995 ställer upp i Europaparlamentsvalet som en del av valalliansen Rättviselistan - EU-motståndare mot nedskärningar.

- 1997 Partiet byter namn till Rättvisepartiet Socialisterna.[18]

- 1998 Ställer för första gången upp i val som Rättvisepartiet Socialisterna och inte som Socialdemokraterna (i Umeå går man till val under beteckningen "Rättvisepartiet Offensiv"). Kommer inte in i landstinget på grund av treprocentspärren. Får två mandat i Umeå kommunfullmäktige.

- 2002 Invalda i Luleå kommunfullmäktige med två mandat. Ökar till tre mandat i Umeå.

- 2004 Ställer upp i EU-parlamentsvalet, 2 087 röster.

- 2006 Invalda i Haninge kommunfullmäktige med två mandat. Ökar till tre mandat i Luleå. Åtta kommunfullmäktigemandat totalt i Sverige. Sammanlagt fick de 6 723 röster i kommunvalet och 1 097 röster, eller 0,02 %, i riksdagsvalet.

- 2009 ställer upp i Europaparlamentsvalet tillsammans med Socialistiska Partiet och oberoende kandidater under namnet ArbetarInitiativet.

- 2010 sker en utbrytning ur Rättvisepartiet Socialisterna i vilken majoriteten av lokalavdelningen i Umeå, där partiet haft en stark ställning med bland annat tre kommunfullmäktigemandat, lämnar Rättvisepartiet Socialisterna och bildar partiet Rättvisepartiet Socialisterna - Enhetslista för jobb, mot nedskärningar,[19][20] som senare byter namn till Arbetarpartiet

- 2010 Återvalda i Haninge och Luleå. Ställer ej upp till omval i Umeå. Fem kommunala mandat totalt i Sverige. 1 507 röster i riksdagsvalet.

- 2011 ställer man upp i omvalet till regionfullmäktige i Västra Götaland och får 0,08% av rösterna.

- 2014 Minskar till två mandat i Luleå. Behåller båda mandaten i Haninge. Totalt fyra kommunfullmäktigemandat i Sverige. Sammanlagt fick de 4 450 röster i kommunfullmäktigevalet, 2 293 röster i landstingsvalet och 791 röster i riksdagsvalet.

- 2018 Partiet behåller sina två mandat i Luleå, men förlorar sina två mandat i Haninge.[16] I riksdagsvalet 2018 fick partiet inga röster.[21]

- 2022 behåller partiet sina två mandat i Luleå.[22]

- 2023 Rättvisepartiet Socialisterna byter namn till Socialistiskt Alternativ.[23]